# Yukuhashi
Yukuhashi è una città giapponese della prefettura di Fukuoka.